# Hanengeschrei
Het Hanengeschrei is een steeg in het centrum van de Nederlandse stad Utrecht. De steeg is zo'n 10 meter lang en vormt een verbinding tussen de Choorstraat/ Steenweg en de Kalisbrug met de Vismarkt.
In de 16e eeuw bestond de straat reeds. De bebouwingsgeschiedenis van dit gebied inclusief deze steeg is vrij complex, niet in de laatste plaats omdat zich hier vanouds het kerngebied van Utrecht bevindt. In vroegste tijden was het Hanengeschrei de verlenging van de Steenweg, maar vooral na de sloop van het koor van de Buurkerk werd het een meer op zichzelf staande straat. Voorheen bevond zich in de steeg een hek dat op marktdagen geopend kon worden. Beide hoekpanden met het adres aan de Choorstraat zijn een rijksmonument. Het adres Hanengeschrei 2 is dat eveneens.
Waar de steeg haar naam aan dankt is niet precies duidelijk. Verklaringen werden/worden onder meer gezocht in een pluimveemarkt die nabij werd gehouden of een ontlening aan het passiespel.

## Varia
- De steeg is vereeuwigd in een gedicht van Kees Stip met de naam Het Hanengeschrei.[7]
- In vroegere tijden bevond zich ook een straat nabij de Pauwstraat die dezelfde naam droeg.[6][1]